# Club Hoquei Patí Bigues i Riells
El Club Hoquei Patí Bigues i Riells (CHP Bigues i Riells) és un club d'hoquei sobre patins de Bigues i Riells, fundat l'any 1991. Durant els primers anys, se centrà en l'equip femení, que actualment competeix a l'OK Lliga. El club ha guanyat dos Campionats de Catalunya, 1999 i 2001, i un Campionat d'Espanya el 2001. L'any 2019 va guanyar la primera Copa d'Espanya de roller derby, celebrada a Mollet del Vallès. Entres d'altres jugadores de l'entitat, destaquen Mariona Carmona, Mònica Catalán, Noemí Dulsat, Yolanda Font i Maria Majó,

## Palmarès
Hoquei sobre patins
- 1 Campionat d'Espanya d'hoquei patins femení: 2001
- 2 Lligues catalanes d'hoquei patins femenina: 1999, 2001

Roller derby
- 1 Copa d'Espanya de roller derby: 2019